# Ballari
Ballari je město v indickém státě Karnátaka. V roce 2011 ve městě žilo 410 445 obyvatel a ve státě Karnataka tak šlo o páté nejlidnatější město. Vedle toho je Ballari 95. nejlidnatějším městem v Indii. Město je významné zejména pro svůj průmysl zaměřený na výrobu oceli. Oficiálním jazykem v oblasti je kannadština, gramotnost zde dosahuje asi 80 %. Město se nachází v nadmořské výšce 485 m n. m. 